# Max von Geldern-Crispendorf
Maximilian (Max) Georg Lothar von Geldern-Crispendorf (* 1. Juli 1854 auf der Perthelsburg bei Greiz; † 31. Mai 1938 in Wolfersdorf) war ein deutscher Richter und Politiker.

## Familie
Von Geldern-Crispendorf war der Sohn des Konsistorialpräsidenten und Rittergutsbesitzers Bruno von Geldern-Crispendorf (1791–1835) und dessen Ehefrau Pauline Franziska geborene Schmeißer.
Max von Geldern-Crispendorf war evangelisch-lutherischer Konfession und heiratete am 6. Juni 1889 in Berga Ottilie Natalie Margarethe Timmich (* 6. Juni 1868 in Schleiz; †  4. Juli 1949 in Gera), die Tochter des Rittergutsbesitzers Friedrich Arno Timmich auf Rittergut Wolfersdorf. Aus der Ehe gingen drei Kinder hervor:
- Elisabeth Pauline Ottilie (* 1890), heiratete den Obersten der sächsischen Landespolizei Günther von Hingst
- Eberhard Maximilian Bruno Arno Georg (* 1891), später Polizist bei der Schutzpolizei Wien
- Erich (* 1893), Major, Katechet, heiratete Margarete Oertel[1]

Er war Erbe und Verwalter von Rittergut Crispendorf. Sein Sohn Erich folgte ihm als Inhaber dieses Familienfideikommisses sowie des Ritterguts Wolfersdorf nach.

## Leben
Von Geldern-Crispendorf besuchte bis 1867 das Gymnasium und die „Vogelsche Knaben- und Erziehungsanstalt“ in Greiz und dann bis 1875 das Gymnasium Bernhardinum in Meiningen. Nach dem Abitur studierte er bis 1879 Rechts- und Staatswissenschaften in Leipzig (im Sommersemester 1877 besuchte er die Forstakademie Tharandt). 1879 bestand er die erste, 1883 die zweite Staatsprüfung. Danach wurde er Gerichtsassessor beim Amtsgericht Greiz und 1885 Landrichter beim Landgericht Greiz. 1888 wurde er Mitglied des Schwurgerichtshofs in Gera. Am 1. November 1902 wurde er zum Landgerichtsrat und Dritten Mitglied im Präsidium des Landgerichte ernannt. Ab dem 1. Januar 1903 war er Mitglied im Disziplinargericht in Greiz. Zum 1. Juli 1918 wurde er zum Ersten dienstführenden Amtsrichter beim Amtsgericht Greiz berufen und am 31. März 1919 in den Ruhestand versetzt.
Von 1906 bis 1911 war er Abgeordneter im Greizer Landtag. 1904 wurde er zum Rechtsritter des Johanniter-Ordens. Er wurde 1906 mit dem Fürstlichen Zivil-Ehrenkreuz III. Klasse ausgezeichnet.

## Genealogie
- Conrad von Geldern-Crispendorf: Erste Stammreihe der Familie von Geldern und von Geldern-Crispendorf, 1898.
- Walter von Geldern-Crispendorf: Geschichte der Familie von Geldern- und von Geldern-Crispendorf, C. A. Starke, Görlitz 1919.
- Konrad (Conrad) von Geldern: Ahnentafel von Geldern-Crispendorf, 1936.[2]
- Arthur von Geldern-Crispendorf · Die Bedeutung der Familie von Geldern(-Crispendorf) und ihres im thüringischen Staatsarchiv zu Greiz hinterlegten Familien- und Rittergutsarchivs für das Reussenland, In: Beiträge zur mittelalterlichen, neueren und allgemeinen Geschichte; Band 18, Fischer, Jena 1941.